# Iglesia de Matilla
La iglesia de Matilla es un templo católico ubicado en la localidad de Matilla, en la comuna de Pica, Región de Tarapacá, Chile. Fue declarada Monumento nacional de Chile, en la categoría de Monumento Histórico, mediante el Decreto Supremo n.º 5058, del 6 de julio de 1951.

## Historia

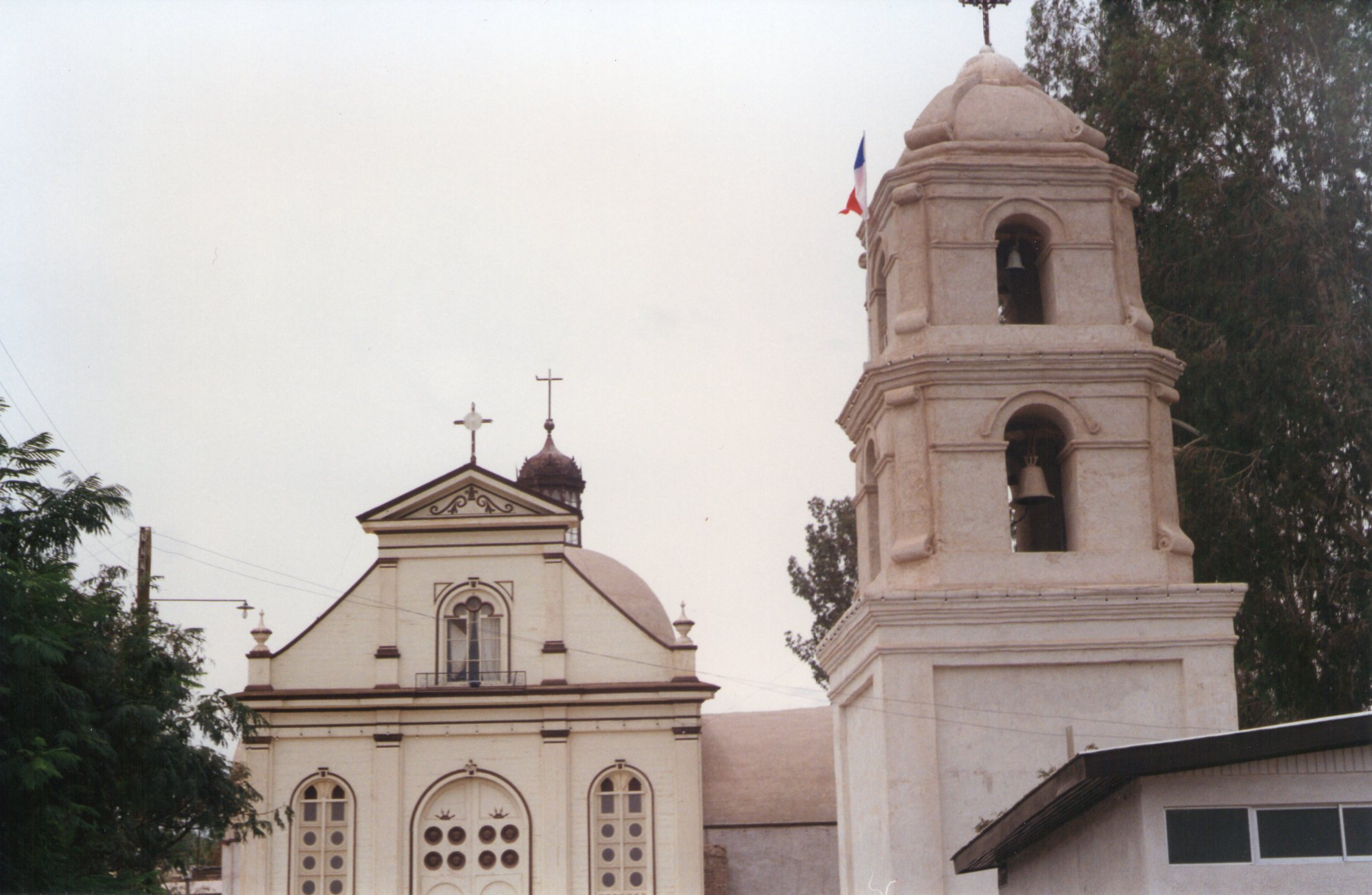
Iglesia antes del terremoto de 2005

Fue construida en 1721 para la advocación a San Antonio de Padua, pero de esa fecha solo queda en pie el campanario de la primitiva iglesia, ya que todo el resto de la construcción fue destruido completamente luego del terremoto de 1877.
En 1887 fue reconstruida por el español José Durán en un estilo neoclásico.
Cada 13 de junio, el pueblo de Matilla recibe a los numerosos devotos que se encaminan hasta la iglesia para celebrar la fiesta de San Antonio; razón por la que el templo mantiene hasta hoy su relevancia como centro para la cultura de la región. 
La iglesia fue declarada Monumento Histórico en 1951 duente el gobierno de Gabriel González Videla, junto con los siguientes otros Monumentos Nacionales:
- Iglesia y campanario del pueblo de Tarapacá
- Capilla de Mocha
- Iglesia de San Francisco de Chiuchiu
- Iglesia y campanario de Caspana
- Iglesia de San Pedro de Atacama
- Campanario de Toconao
- Ruinas de la capilla de Misiones de Peine Viejo
- Iglesia de Achao
- Palacio de La Moneda - Antigua "Real casa de Moneda"
- Catedral de Santiago
- Iglesia y convento de San Francisco
- Iglesia y convento de Santo Domingo

## Restauración
El terremoto de 2005 afectó nuevamente de forma muy seria a la iglesia, por lo que tuvo que ser restaurada. Los trabajos estuvieron a cargo del arquitecto René Mancilla, bajo el alero de la Compañía Minera Doña Inés de Collahuasi, el Consejo de Monumentos Nacionales y la Corporación de Patrimonio Cultural y las obras acabaron el año 2007.

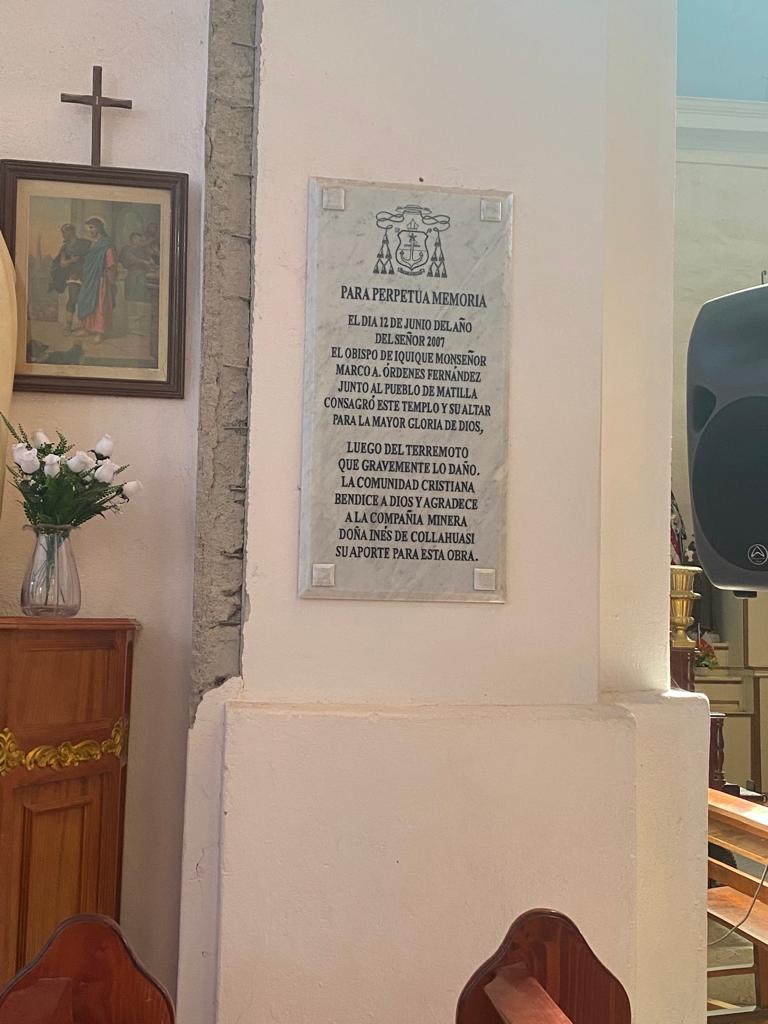
Placa conmemorativa instalada tras la restauración de 2007

## Descripción
La actual edificación fue construida en 1887 sobre los cimientos de la anterior, con la técnica de tabiquería de cañas y revocada con cal y tiza; siendo el campanario el único elemento que permanece de la iglesia original de 1721.
Su fachada es de estilo neoclásico, con algunos rasgos de barroco. Presenta un arco de medio punto en el acceso y en las dos ventanas laterales. La construcción cuenta con una nave central en forma de crucero con influencia morisca y sobre ésta se erige una cúpula y linterna de concepción clásica. Lo más aracterístico de la construcción, es la bóveda de cañón corrido que la cubre.
El campanario, erigido separado de la iglesia como ocurre en muchas de iglesias coloniales de la región y fue construido con bloques pequeños de cal, tiza y bórax. Posee una planta cuadrada de dos cuerpos. Tiene capacidad para contener ocho campanas.
El interior de la iglesia destaca por su retablo de albañilería, que se supone es el original de la antigua iglesia, y que presenta una composición de gran belleza.
Las esculturas de La Última Cena son originales del siglo XVIII y visten con motivos coloniales españoles; y dichas figuras lograron salvarse en su totalidad del terremoto del año 2005.

## Galería

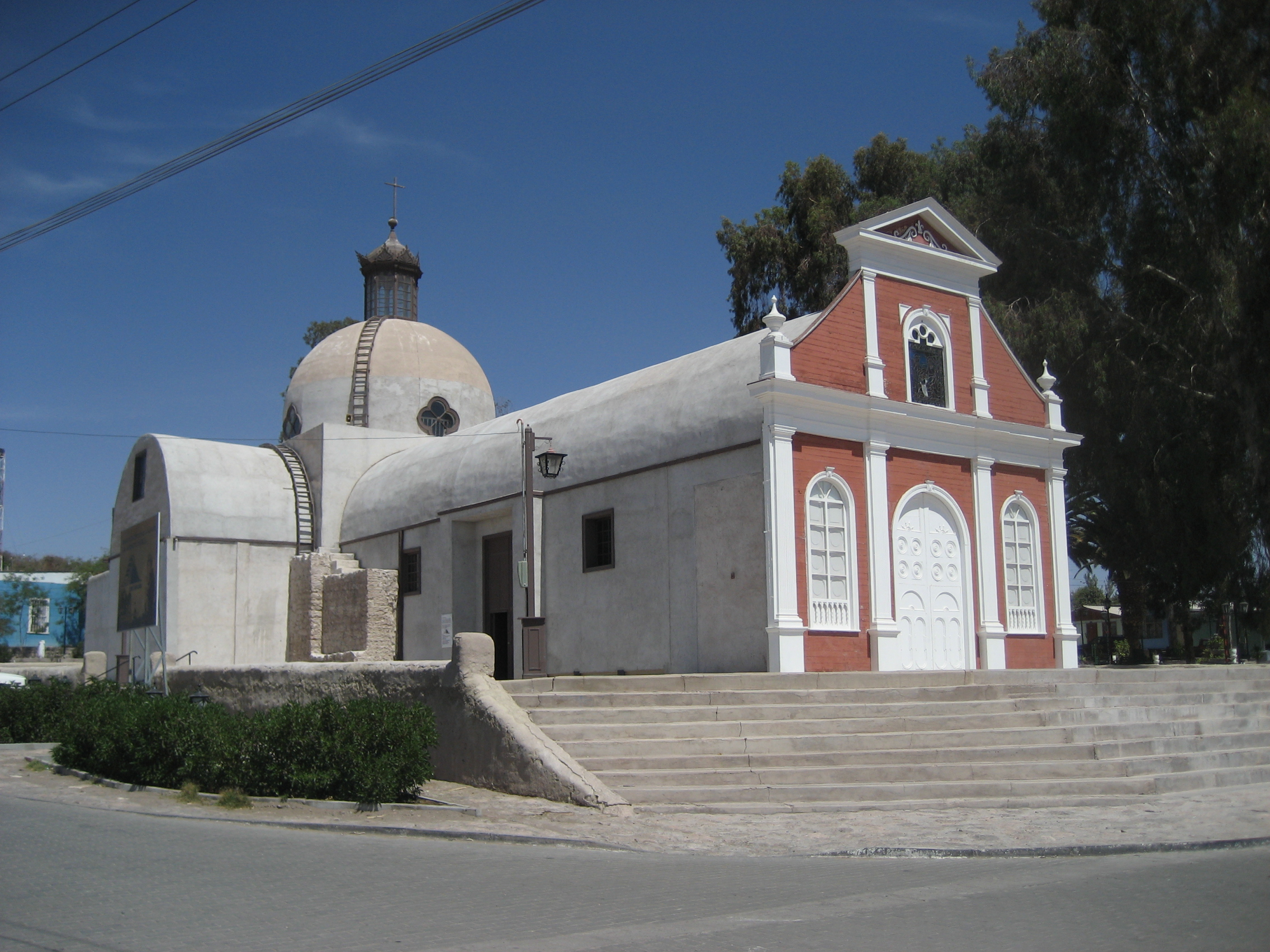
Edificio principal
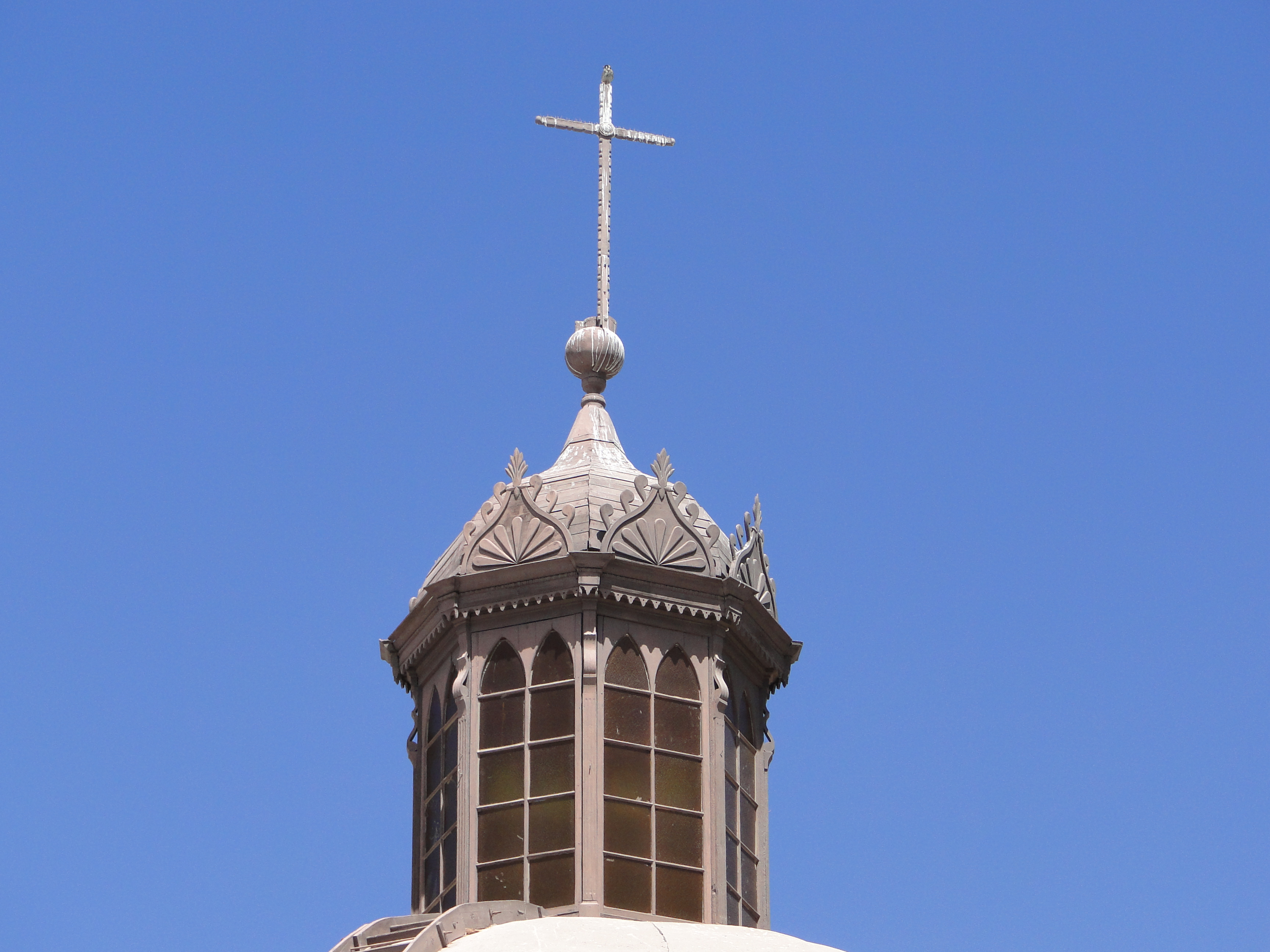
Linterna
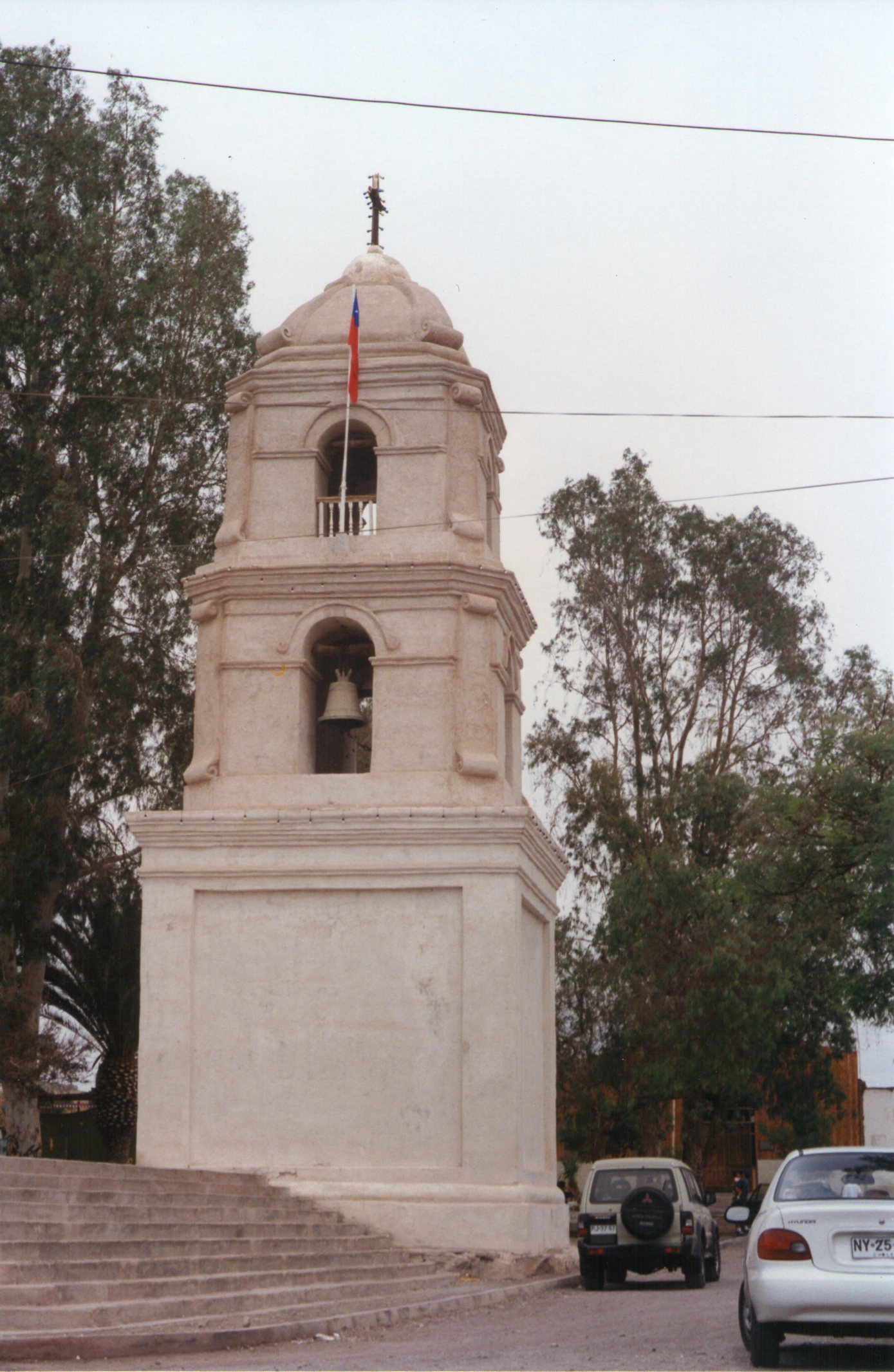
Campanario
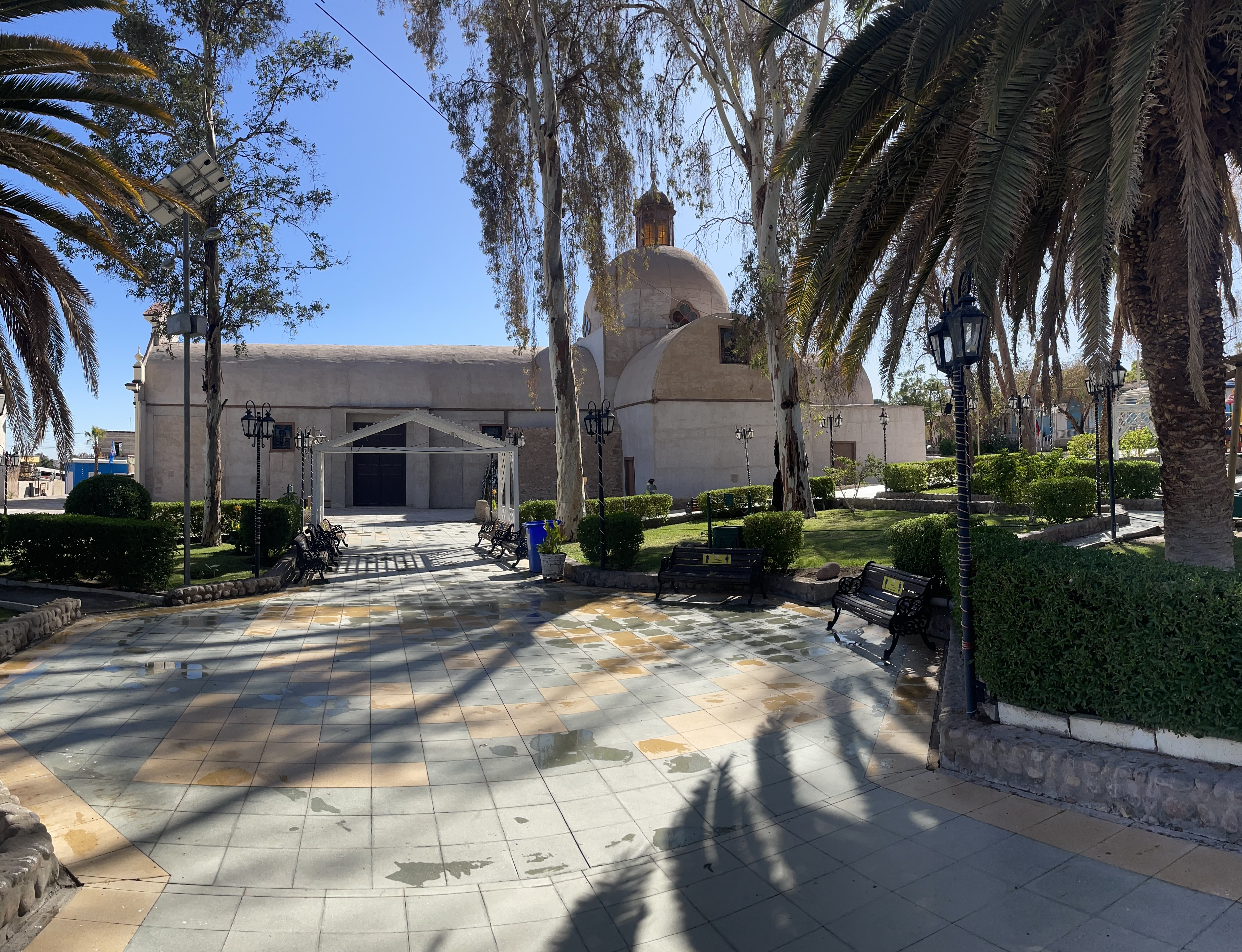
Entorno
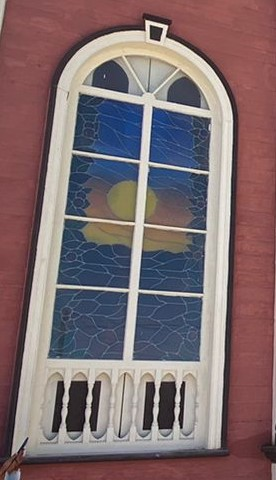
Vitral de una ventana
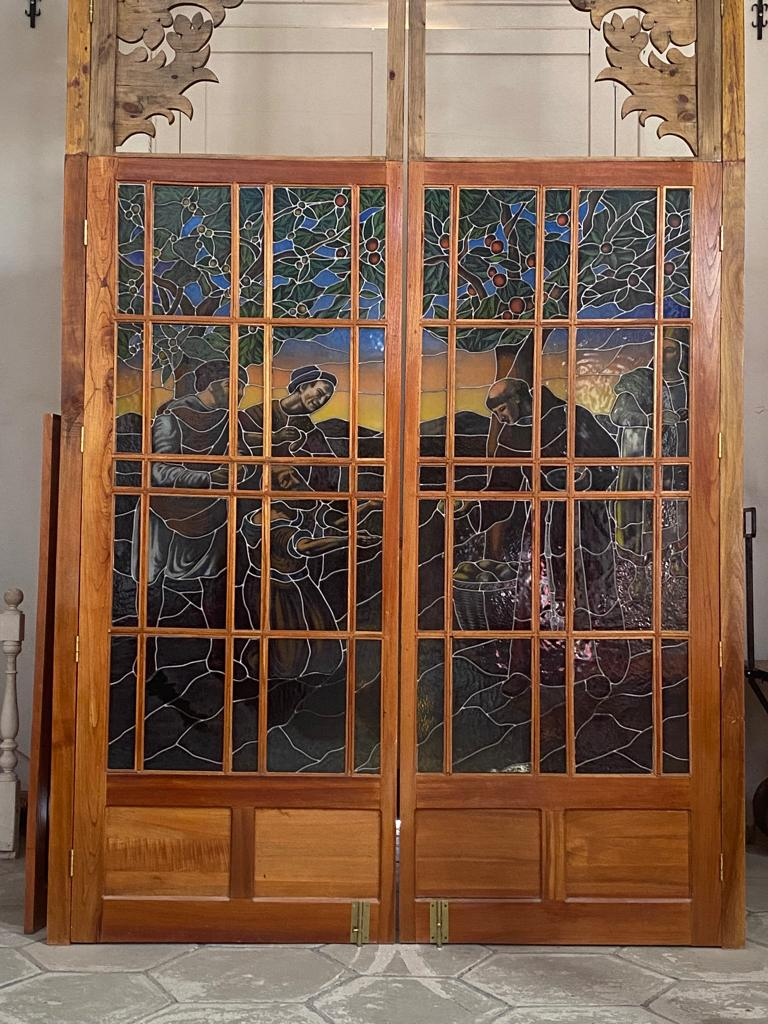
Portal de acceso con Vitral
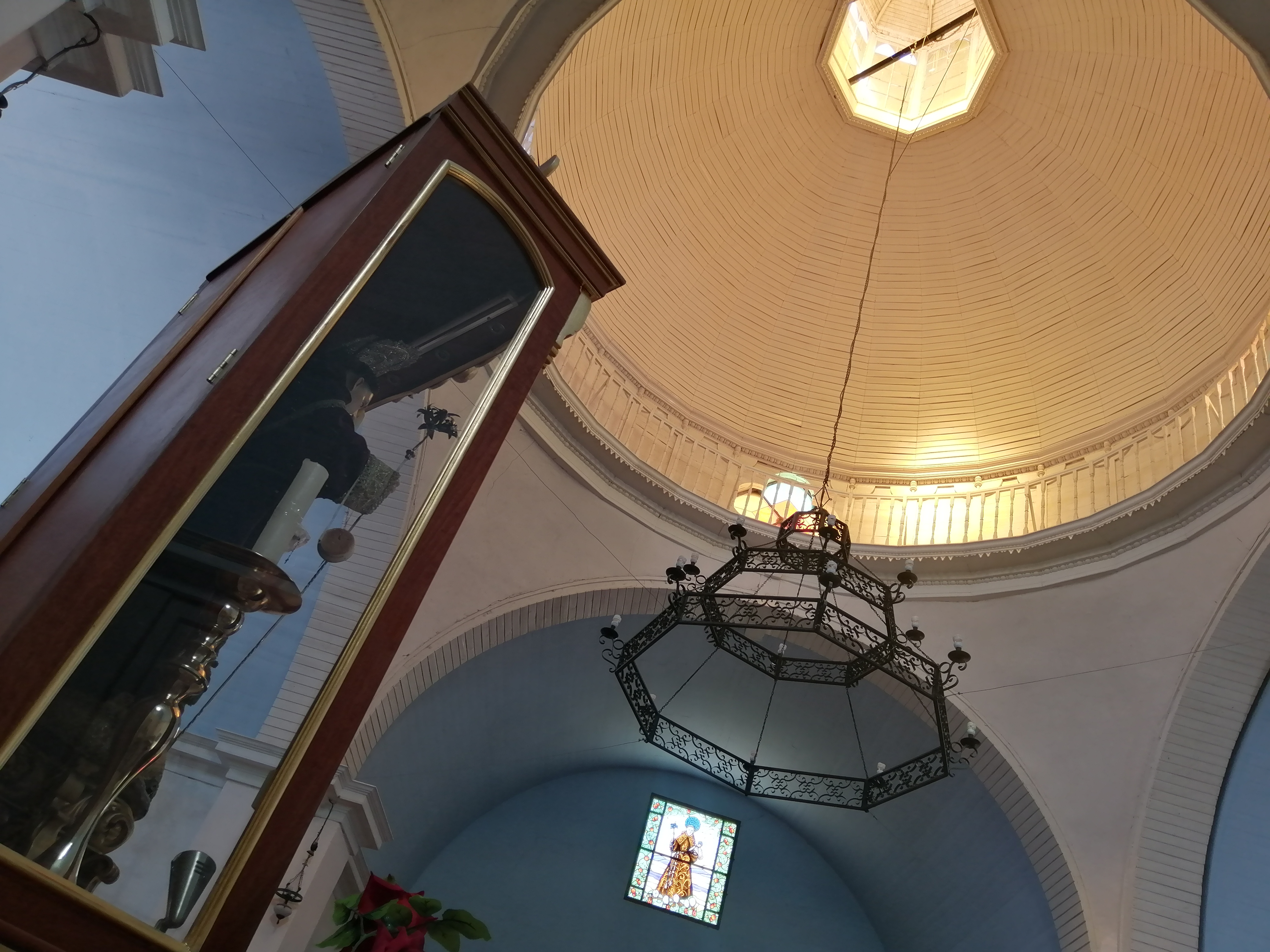
Cúpula
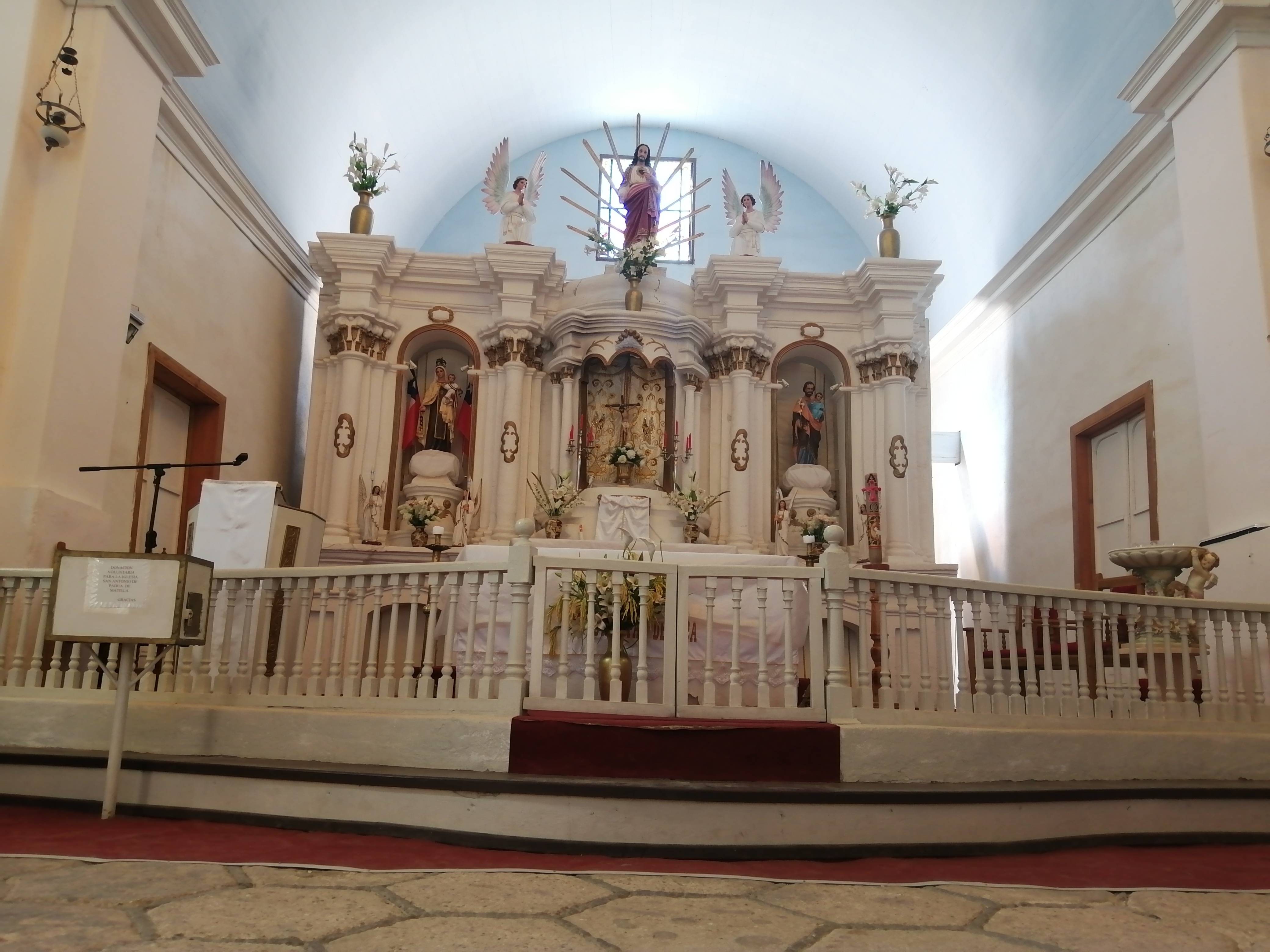
Altar
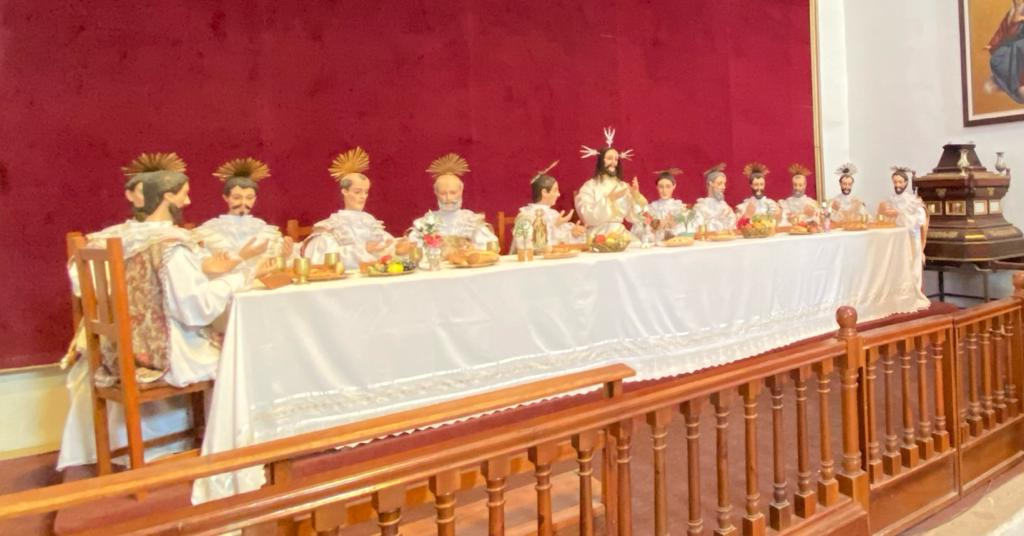
Detalle interior